# 8862 Такаюкіота
8862 Такаюкіота (8862 Takayukiota) — астероїд головного поясу, відкритий 18 жовтня 1991 року.
Тіссеранів параметр щодо Юпітера — 3,397.
Названо на честь Такаюкі Оти (яп. たかゆき・おおた(太田隆幸) такаюкі о: та).